# Estación Mezquitán
Mezquitán es la séptima estación de la Línea 1 del Tren Ligero de Guadalajara en sentido norte a sur, y la décimo-cuarta en sentido opuesto; es además una de las estaciones que conforman el tramo subterráneo de esta línea 1 que corre bajo la Calzada del Federalismo.
Debe su nombre a que se encuentra junto al Panteón de Mezquitán, uno de los más grandes y visitados de Guadalajara.
La estación presta servicio a las colonias Mezquitán, San Miguel de Mezquitán, Artesanos y alcalde Barranquitas. 
Su logo es una estilización de un mezquite, árbol proveniente de regiones áridas.

## Puntos de interés
- CUCSH (Centro Universitario de Ciencias Sociales y Humanidades de la UDG)
- Panteón de Mezquitán.
- Parque Alcalde.
- Acuario Michin
- Clínica 79 del IMSS
- Cruz Verde Dr. Delgadillo Araujo
- Parroquia de Nuestra Señora del Sagrario

- Datos: Q6012282